# Petizioni del popolo slovacco
Le Petizioni del popolo slovacco (in slovacco: Žiadosti slovenského národa) sono un programma dell'Insurrezione slovacca annunciato il 10 maggio 1848 a Liptovský Svätý Mikuláš, sotto forma di petizioni indirizzate al governo e alla dieta del Regno d'Ungheria. Le petizioni affrontano questioni nazionali, linguistiche, scolastiche, l'abolizione della sudditanza che riguardava tutte le categorie di agricoltori, l'introduzione del suffragio universale. Furono precedute dalle Petizioni di Gäceľ, formulate il 24 aprile dello stesso anno.
In conseguenza dell'opposizione dei circoli governativi magiari, le petizioni non furono accolte. Nel 1861 sarà elaborato un nuovo e simile tentativo con la redazione del Memorandum della nazione slovacca.

## Contenuto
Le petizioni contenevano 14 punti, che si possono suddividere in quattro gruppi:
- politica nazionale:
  - autonomia (samobytnosť), uguaglianza e convivenza fraterna di tutti i popoli del Regno d'Ungheria;
  - partecipazione nella dieta del Regno d'Ungheria e contemporaneamente istituzione di una dieta nazionale slovacca;
  - slovacco come lingua ufficiale e lingua dell'istruzione scolastica;
  - l'autonomia nazionale si doveva dimostrare con una bandiera nazionale e con una guardia nazionale.
- democrazia:
  - introduzione del suffragio universale senza differenze di censo o di istruzione;
  - libertà di stampare e diffondere giornali senza cauzione;
  - libertà di associazione.
- questioni sociali:
  - abolizione della sudditanza dei braccianti anche per i braccianti esclusi dalla riforma teresiana;
  - restituzione ai contadini delle terre tolte loro dai latifondisti;
- scarcerazione di Janko Kráľ e di Ján Rotarides.